# Liste der Wappen im Kreis Viersen
Diese Liste beinhaltet – geordnet nach der Verwaltungsgliederung – alle in der Wikipedia gelisteten Wappen des Kreises Viersen in Nordrhein-Westfalen, inklusive historischer Wappen. Alle Städte, Gemeinden und Kreise in Nordrhein-Westfalen führen ein Wappen. Sie sind über die Navigationsleiste am Ende der Seite erreichbar.

## Kreiswappen
| Lage          | Wappen | Kommentare |
| ------------- | ------ | --- |
| Kreis Viersen |        | Genehmigt am 13. Mai 1932 durch Urkunde des Oberpräsidenten der preußischen Rheinprovinz dem Landkreis Kempen-Krefeld, nach der Umbenennung vom Kreis Viersen in Rechtsnachfolge fortgeführt. „Unter silbernem Schildhaupt, worin ein durchgehendes schwarzes Kreuz (Kur-Köln) von Gold und Blau gespalten; vorn ein linksgewendeter schwarzer Löwe mit roter Zunge (Jülich), hinten ein nach rechts gewandter zwiegeschwänzter goldener Löwe, rot bewehrt (Geldern).“ |

## Wappen der Städte und Gemeinden
| Stadt oder Gemeinde     | Wappen | Kommentare |
| ----------------------- | ------ | --- |
| Gemeinde Brüggen        |        | Genehmigt durch Urkunde des Regierungspräsidenten Düsseldorf vom 16. Mai 1972: „In Gold (Gelb) rechts die auf einer silbernen (weißen) Bank sitzende Muttergottes mit rotem Unterkleid, blauem Mantel und blauer Lilienkrone. Gesicht, Hände und Haar sind silbern (weiß). Mit der linken Hand umfasst sie auf dem Schoß das silberne (weiße), von einem rot-silbernen (weißen) Heiligenschein umgebene Jesuskind. In der rechten Hand hält sie einen Rosenzweig mit 3 roten Blüten. Links ein steigender, rotbewehrter und bezungter schwarzer Löwe, der einen blauen Wimpel an schwarzem Schaft mit silberner (weißer) Spitze in den Tatzen hält.“ |
| Gemeinde Grefrath       |        | Genehmigt durch Urkunde des Regierungspräsidenten Düsseldorf vom 16. Mai 1972: „Das mit gleicher Urkunde des Regierungspräsidenten in Düsseldorf genehmigte Wappen (Schild) ist durch ein schmales, schwarzes Kreuz gespalten und geteilt; rechts oben und links unten silbern (weiß), links oben und rechts unten golden (gelb), belegt mit einer roten Lilie.“ |
| Stadt Kempen            |        | Genehmigt durch Urkunde des Regierungspräsidenten Düsseldorf vom 8. April 1971: „Das Wappen wird von einem durchgehenden schwarzen Kreuz gevierteilt, rechts oben in Silber (Weiß) 2 miteinander verbundene, mit ihren Bärten nach außen gewendete blaue Schlüssel, links oben in Blau ein abnehmender goldener (gelber) Mond, in dessen Rundung ein sechsstrahliger goldener (gelber) Stern steht, rechts unten rot, links unten silbern (weiß).“ |
| Stadt Nettetal          |        | Genehmigt durch Urkunde des Regierungspräsidenten Düsseldorf vom 8. April 1971: „Das Wappen zeigt in blauem Feld eine silberne (weiße) Seerose mit goldenen (gelben) Butzen, umgeben von fünf goldenen (gelben) Seerosenblättern.“ |
| Gemeinde Niederkrüchten |        | Genehmigt durch Urkunde des Regierungspräsidenten Düsseldorf vom 9. Februar 1976: „Gespalten; vorne in Gold (Gelb) eine halbe rote Lilie, auf deren Kelchblatt ein linksgekehrter grüner Sittich sitzend; hinten in Silber (Weiß) drei blaue Balken.“ |
| Gemeinde Schwalmtal     |        | Genehmigt durch Urkunde des Regierungspräsidenten Düsseldorf vom 8. April 1971: „Das Wappen, gespalten, zeigt vorn in Blau den Erzengel Michael, dessen Haar, Kettenpanzer und Strümpfe golden (gelb), dessen Heiligenschein, Gesicht, Flügel und Rock silbern (weiß) tingiert sind und der einem schwarzen Drachen eine rote Lanze in den Rachen stößt; hinten in Silber (weiß) drei blaue Balken.“ |
| Stadt Tönisvorst        |        | Genehmigt durch Urkunde des Regierungspräsidenten Düsseldorf vom 22. Juni 1972: „In Silber (Weiß) eine durchgehende, gestürzte blaue Spitze, belegt mit einem schwebenden goldenen (gelben) Antoniuskreuz.“ |
| Kreisstadt Viersen      |        | Genehmigt durch Urkunde des Regierungspräsidenten Düsseldorf vom 25. April 1974. „Das Wappen der Stadt besteht aus einem blauen Schild mit drei fünfblättrigen silbernen Mispelblüten.“ |
| Stadt Willich           |        | Genehmigt durch Urkunde des Regierungspräsidenten Düsseldorf vom 30. Oktober 1971 „In Blau ein gelbes (goldenes) Quadrat, das an jeder Seite von dem Buchstaben W in Gelb (Gold) so umrankt wird, daß seine unteren Spitzen auf die Mitte des Quadrates gerichtet sind und hier ein gleicharmiges Kreuz bilden“ |

## Wappen der Ortsteile

### Brüggen

Born
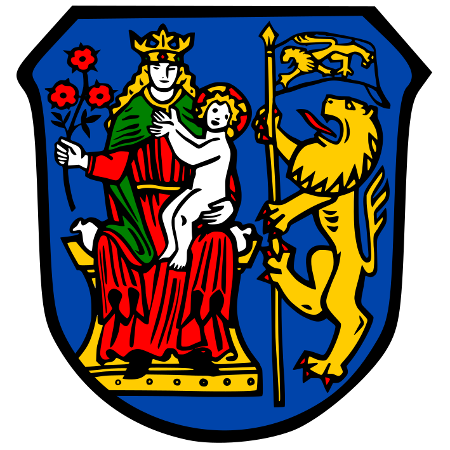
Bracht
Brüggen (Altgemeinde)

### Grefrath

Grefrath (Altgemeinde)
Oedt

### Kempen

St. Hubert
Schmalbroich
Tönisberg

### Nettetal

Lobberich
Kaldenkirchen
Breyell
Hinsbeck
Leuth
Schaag

### Niederkrüchten

Elmpt
Niederkrüchten (Altgemeinde)

### Schwalmtal

Amern
Waldniel

### Tönisvorst

St. Tönis
Vorst

### Viersen

Viersen (Stadtbezirk)[Alt-Viersen]
Boisheim
Dülken
Süchteln

### Willich

Willich (Ortsteil)
Anrath
Neersen
Schiefbahn

## Wappenbeschreibungenund Erläuterungen
1. ↑  § 2 der Hauptsatzung des Kreises Viersen (Seite nicht mehr abrufbar, festgestellt im April 2019. Suche in Webarchiven)  Info: Der Link wurde automatisch als defekt markiert. Bitte prüfe den Link gemäß Anleitung und entferne dann diesen Hinweis. (PDF; 44 kB)
2. ↑  Hauptsatzung der Gemeinde Brüggen (Seite nicht mehr abrufbar, festgestellt im April 2019. Suche in Webarchiven)  Info: Der Link wurde automatisch als defekt markiert. Bitte prüfe den Link gemäß Anleitung und entferne dann diesen Hinweis. (PDF; 1,6 MB), § 2 Abs. 1.
3. ↑  Hauptsatzung der Gemeinde Grefrath (Seite nicht mehr abrufbar, festgestellt im April 2019. Suche in Webarchiven)  Info: Der Link wurde automatisch als defekt markiert. Bitte prüfe den Link gemäß Anleitung und entferne dann diesen Hinweis. (PDF; 104 kB), § 2 Abs. 2.
4. ↑  Hauptsatzung der Stadt Kempen (Memento des Originals vom 23. Juni 2015 im Internet Archive)  Info: Der Archivlink wurde automatisch eingesetzt und noch nicht geprüft. Bitte prüfe Original- und Archivlink gemäß Anleitung und entferne dann diesen Hinweis. (PDF; 821 kB), § 2 Abs. 2.
5. ↑  Hauptsatzung der Stadt Nettetal (Seite nicht mehr abrufbar, festgestellt im April 2019. Suche in Webarchiven)  Info: Der Link wurde automatisch als defekt markiert. Bitte prüfe den Link gemäß Anleitung und entferne dann diesen Hinweis., § 2 Absatz 1.
6. ↑  Hauptsatzung der Gemeinde Niederkrüchten (Memento des Originals vom 4. März 2016 im Internet Archive)  Info: Der Archivlink wurde automatisch eingesetzt und noch nicht geprüft. Bitte prüfe Original- und Archivlink gemäß Anleitung und entferne dann diesen Hinweis. (PDF; 31 kB), § 2.
7. ↑  Hauptsatzung der Gemeinde Schwalmtal (Memento des Originals vom 8. Dezember 2015 im Internet Archive)  Info: Der Archivlink wurde automatisch eingesetzt und noch nicht geprüft. Bitte prüfe Original- und Archivlink gemäß Anleitung und entferne dann diesen Hinweis. (MS Word; 66 kB), § 2.
8. ↑  Hauptsatzung der Stadt Tönisvorst (Memento des Originals vom 6. Oktober 2014 im Internet Archive)  Info: Der Archivlink wurde automatisch eingesetzt und noch nicht geprüft. Bitte prüfe Original- und Archivlink gemäß Anleitung und entferne dann diesen Hinweis. (PDF; 79 kB), § 2 Abs. 1.
9. ↑  Hauptsatzung der Stadt Viersen (PDF; 29 kB), § 2, Absatz 1.
10. ↑  Hauptsatzung der Stadt Willich (Memento des Originals vom 7. Januar 2016 im Internet Archive)  Info: Der Archivlink wurde automatisch eingesetzt und noch nicht geprüft. Bitte prüfe Original- und Archivlink gemäß Anleitung und entferne dann diesen Hinweis. (PDF; 93 kB), § 2 Abs. 1.